# Jurij Molčan
Jurij Sergeevič Molčan (in russo Юрий Сергеевич Молчан?; 8 aprile 1983) è uno schermidore russo, vincitore di una medaglia di bronzo nella scherma ai giochi olimpici.

## Palmarès
- Giochi olimpici

Atene 2004: bronzo nel fioretto a squadre.
- Europei di scherma

Copenaghen 2004: oro nel fioretto a squadre.
Smirne 2006: bronzo nel fioretto a squadre.